# Août 1791

## Événements

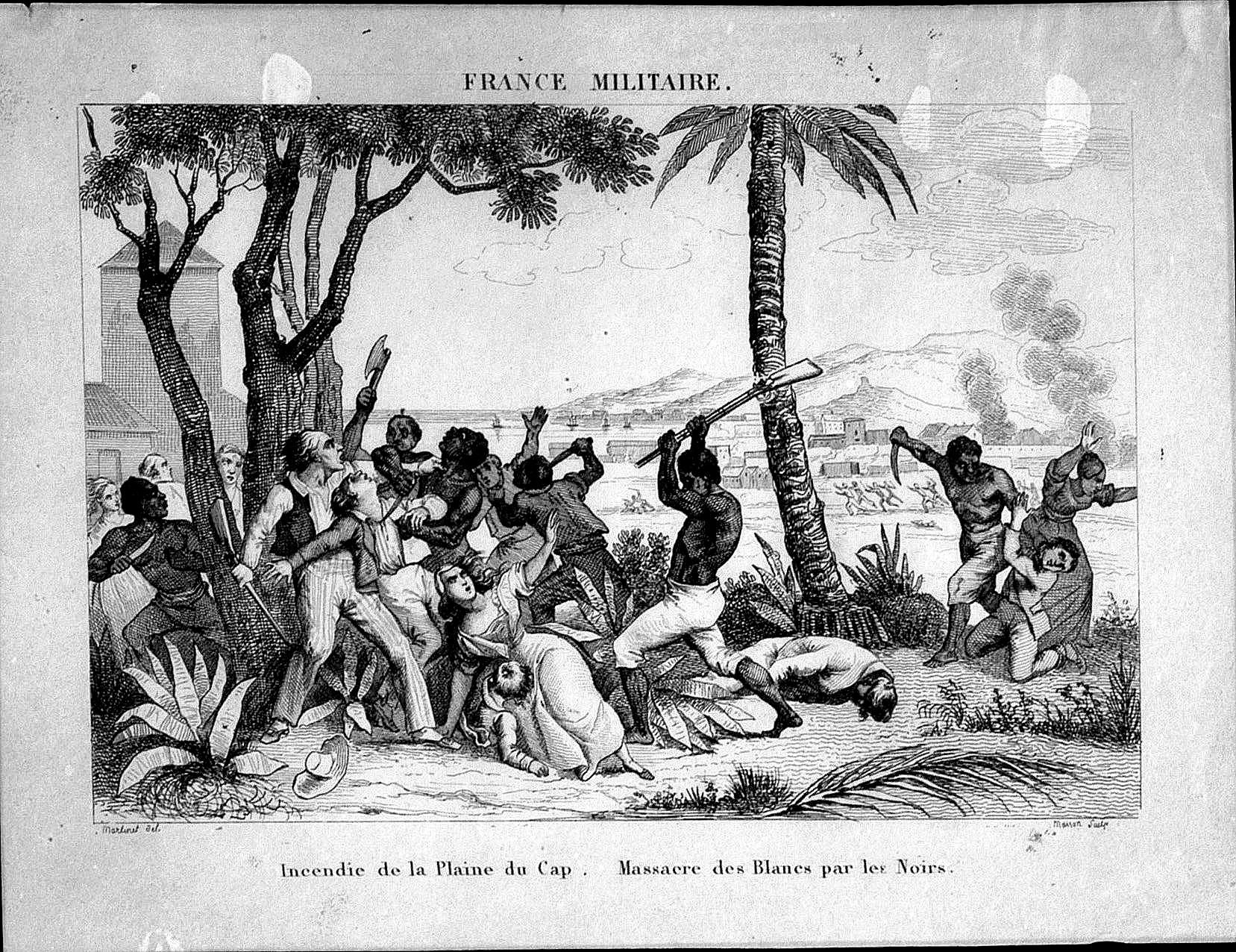
22 août : incendie de la plaine du Cap-Français ; début de la Révolution haïtienne.

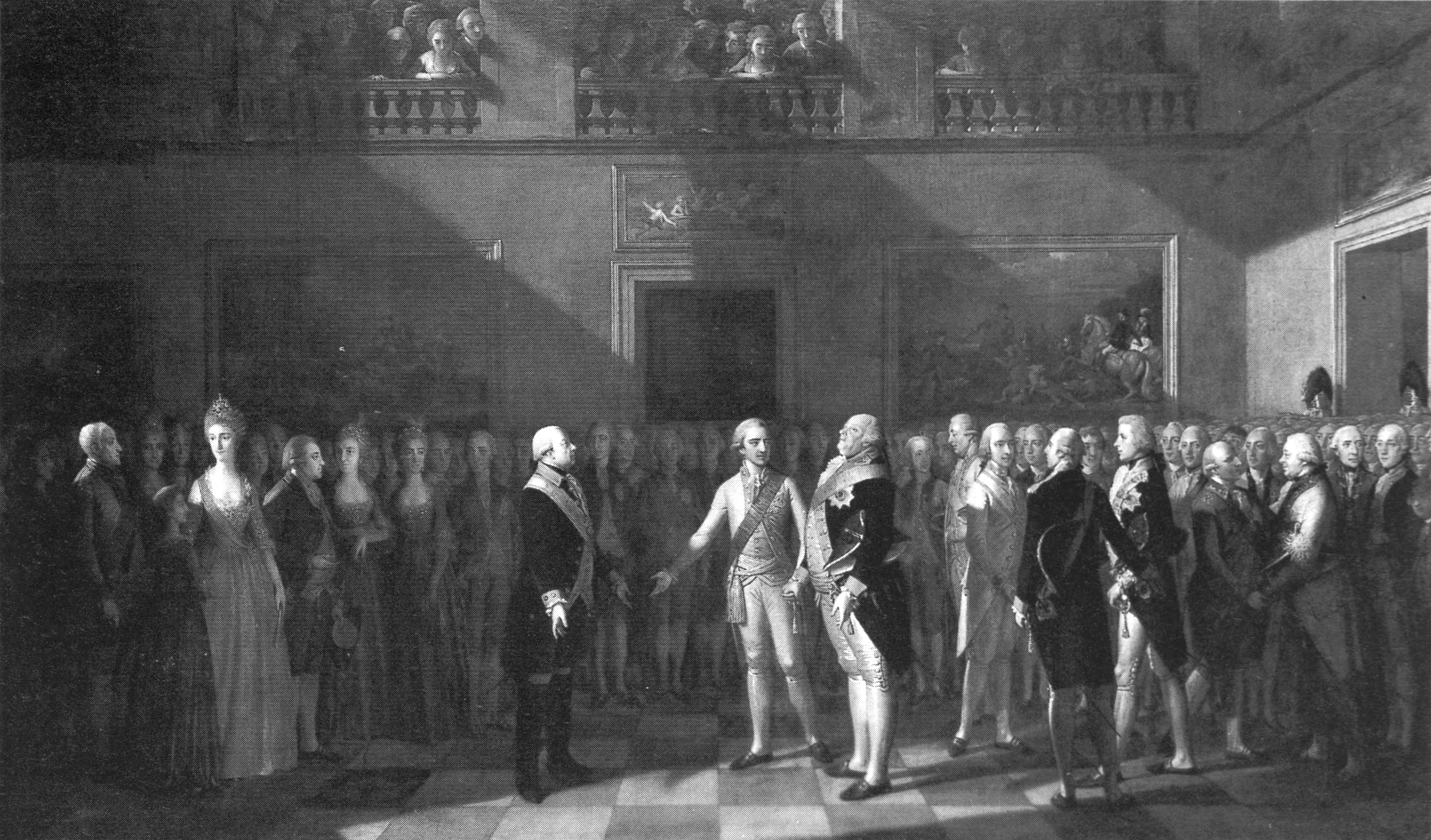
27 août : déclaration de Pillnitz.

- 4 août : paix blanche de Sistova (Svichtov, en Bulgarie) entre l’empire ottoman et l’Autriche, qui restitue ses conquêtes[1].
- 14 août : cérémonie du Bois-Caïman[2].
- 18 août, France : l’Assemblée constituante supprime les congrégations religieuses à vœux solennels.
- 22 - 23 août : grand soulèvement de l’esclave Boukman. Début de la Révolution haïtienne, menée par les esclaves[3]. Elle aboutira en 1804 à l’indépendance[4].
- 27 août : déclaration de Pillnitz[5]. Menaces des puissances à la France, si elle ne redonne pas à Louis XVI tous ses pouvoirs, à l’initiative de Léopold II.